# Millac (Vienne)
Millac is een gemeente in het Franse departement Vienne (regio Nouvelle-Aquitaine) en telt 524 inwoners (2020). De plaats maakt deel uit van het arrondissement Montmorillon.

## Geografie
De oppervlakte van Millac bedraagt 41,4 km², de bevolkingsdichtheid is 12,66 inwoners per km².
De onderstaande kaart toont de ligging van Millac (Vienne) met de belangrijkste infrastructuur en aangrenzende gemeenten.

## Demografie
Onderstaande figuur toont het verloop van het inwonertal (bron: INSEE-tellingen).